# Wolfsegg am Hausruck
Wolfsegg am Hausruck (Mundart: „Woifsegg“) ist eine Marktgemeinde in Oberösterreich im Bezirk Vöcklabruck  im Hausruckviertel mit 1965 Einwohnern (Stand 1. Jänner 2024). Die Gemeinde liegt im Gerichtsbezirk Vöcklabruck.

## Geografie
Wolfsegg am Hausruck liegt auf 638 m Höhe im Hausruckviertel. Die Ausdehnung beträgt von Nord nach Süd 5 km, von West nach Ost 4,6 km. Die Gesamtfläche beträgt 11,9 km². 22,7 % der Fläche sind bewaldet, 64,7 % der Fläche sind landwirtschaftlich genutzt.

### Klima
|                        | Jan  | Feb  | Mär  | Apr  | Mai  | Jun  | Jul  | Aug  | Sep  | Okt  | Nov  | Dez  |   |      |
| Mittl. Temperatur (°C) | −1,8 | −0,6 | 3,3  | 7,9  | 12,8 | 15,5 | 17,6 | 17,2 | 13,1 | 8,4  | 2,6  | −0,8 | ⌀ | 8    |
| Mittl. Tagesmax. (°C)  | 0,9  | 2,5  | 7,2  | 12,7 | 17,8 | 20,3 | 22,7 | 22,2 | 17,5 | 12,2 | 5,4  | 1,6  | ⌀ | 12   |
| Mittl. Tagesmin. (°C)  | −3,9 | −2,9 | 0,5  | 4,4  | 9,0  | 11,9 | 13,9 | 13,8 | 10,2 | 5,8  | 0,7  | −2,9 | ⌀ | 5,1  |
|                        |      |      |      |      |      |      |      |      |      |      |      |      |   |      |
| Niederschlag (mm)      | 71   | 63   | 82   | 57   | 84   | 107  | 119  | 109  | 82   | 61   | 70   | 77   | Σ | 982  |
|                        |      |      |      |      |      |      |      |      |      |      |      |      |   |      |
| Luftfeuchtigkeit (%)   | 82,1 | 74,9 | 67,4 | 59,6 | 58,2 | 61,5 | 59,1 | 59,9 | 66,5 | 73,2 | 82,8 | 85,0 | ⌀ | 69,2 |

| −3,9 |

| −2,9 |

| 0,5 |

| 4,4 |

| 9,0 |

| 11,9 |

| 13,9 |

| 13,8 |

| 10,2 |

| 5,8 |

| 0,7 |

| −2,9 |

| −3,9 |

| −2,9 |

| 0,5 |

| 4,4 |

| 9,0 |

| 11,9 |

| 13,9 |

| 13,8 |

| 10,2 |

| 5,8 |

| 0,7 |

| −2,9 |

### Gemeindegliederung
Das Gemeindegebiet umfasst folgende Ortschaften (in Klammern Einwohnerzahl Stand 1. Jänner 2024):
- Deisenham (63)
- Friesam (120)
- Gstaudet (17)
- Hauxmoos (60)
- Hueb (86)
- Imling (24)
- Kohlgrube (122)
- Kühnberg (159)
- Litzlfeld (32)
- Schlaugenham (77)
- Schlaugenholz (11)
- Steinpoint (38)
- Unterkienberg (12)
- Waid (21)
- Waidring (37)
- Watzing (71)
- Wilding (24)
- Wolfsegg am Hausruck (991)

### Nachbargemeinden
| Geboltskirchen      | Gaspoltshofen                               |                |
| Ottnang am Hausruck | Kompassrose, die auf Nachbargemeinden zeigt | Niederthalheim |
|                     | Manning                                     | Atzbach        |

## Geschichte
Ursprünglich im Ostteil des Herzogtums Bayern liegend, gehörte der Ort seit dem 12. Jahrhundert zum Herzogtum Österreich. Seit 1490 wird er Österreich ob der Enns zugerechnet.
Seit 1918 gehört der Ort zum Bundesland Oberösterreich. Nach dem Anschluss Österreichs an das Deutsche Reich am 13. März 1938 gehörte der Ort zum Gau Oberdonau. Nach 1945 erfolgte die Wiederherstellung Oberösterreichs.
Die Gemeinde war bis Ende 2004 Teil des Gerichtsbezirks Schwanenstadt und wurde per 1. Jänner 2005 Teil des Gerichtsbezirks Vöcklabruck.
In Wolfsegg fanden 1626 die letzten Schlachten des Oberösterreichischen Bauernkriegs statt.

### Bevölkerungsentwicklung
Die Marktgemeinde Wolfsegg hatte am 31. Oktober 2012 2.035 Einwohner, davon 1.018 Männer und 1.017 Frauen.
Die grobe Altersstruktur der Wolfsegger Bevölkerung zum 31. Oktober 2012 zeigt, dass 64,0 % der Wolfsegger über 15 und unter 65 Jahre alt sind. Mit 17,0 % ist rund ein Sechstel der Bevölkerung jünger und mit 19,0 % rund ein Siebentel der Bevölkerung älter. Der Männer- und Frauenanteil teilt sich gleichmäßig in der Hauptgruppe auf 664 Männer und 639 Frauen sowie bei den unter 15-Jährigen auf 179 Männer und 166 Frauen. Bei den über 65-Jährigen liegt der Anteil bei 175 Männern und 212 Frauen.
Von den 1.690 Wolfseggern, die 2012 über 15 Jahre alt waren, sind 851 beziehungsweise 50,3 % Frauen. 134 Wolfsegger, das sind 7,9 % der über Fünfzehnjährigen, haben den Abschluss einer Universität, Fachhochschule oder Akademie, der Frauenanteil liegt bei 48,5 %. Weitere 174 Wolfsegger, das sind 10,3 % der relevanten Bevölkerungsgruppe, haben die Matura, dabei liegt der Frauenanteil mit 52,9 % etwas über dem an der betreffenden Bevölkerungsgruppe. 896 Wolfsegger, das sind mit 53,0 % mehr als die Hälfte der über Fünfzehnjährigen, haben eine Lehre oder berufsbildende mittlere Schule abgeschlossen, wobei der Frauenanteil 45,3 % beträgt. 485 oder 28,7 % der Wolfsegger haben nur einen Pflichtschulabschluss. Darunter sind 59,2 % Frauen.
Herkunft und Sprache der Bevölkerung von Wolfsegg zeigt zwischen der Volkszählung vom 15. Mai 2001 und der Registerzählung zum 31. Oktober 2012 folgende Entwicklung: (Werte 2001 in Klammer): 92,1 (96,4) % der Wolfsegger Einwohner sind österreichische Staatsbürger und 90,6 (93,7) % wurden in Österreich geboren. 5,4 (0,7) % der Wolfsegger kommen aus anderen EU-Staaten, 2,4 (2,9) % aus Nicht-EU-Staaten.
Der mittel- oder donaubairische Dialekt ist eine bairische Dialektform, die in ganz Oberösterreich verbreitet ist. Der ostösterreichische Zweig des Mittelbairischen geht auf die Mundart des durch die bairische Ostsiedlung entstandenen babenbergischen Herrschaftsgebietes Ostarrichi zurück.
Bei der Volkszählung 2001 haben 1.940 Personen (97,9 %) Deutsch als Umgangssprache angegeben, 8 (0,4 %) Türkisch, 4 (0,2 %) Kroatisch, 1 (0,1 %) Bosnisch, 1 (0,1 %) Serbisch, 1 (0,1 %) Ungarisch, 1 (0,1 %) Tschechisch, 25 (1,3 %) eine sonstige Sprache.
Bei der Volkszählung 2001 haben 1.718 Personen (86,7 %) römisch-katholisch als Religionsbekenntnis angegeben, 63 (3,2 %) evangelisch, 26 (1,3 %) islamisch, 6 (0,3 %) orthodox und 14 (0,7 %) sonstige Glaubensrichtungen. 145 (7,3 %) Wolfsegger haben sich zu keiner Religion bekannt. Von 9 (0,5 %) ist das Bekenntnis unbekannt.

## Kultur und Sehenswürdigkeiten

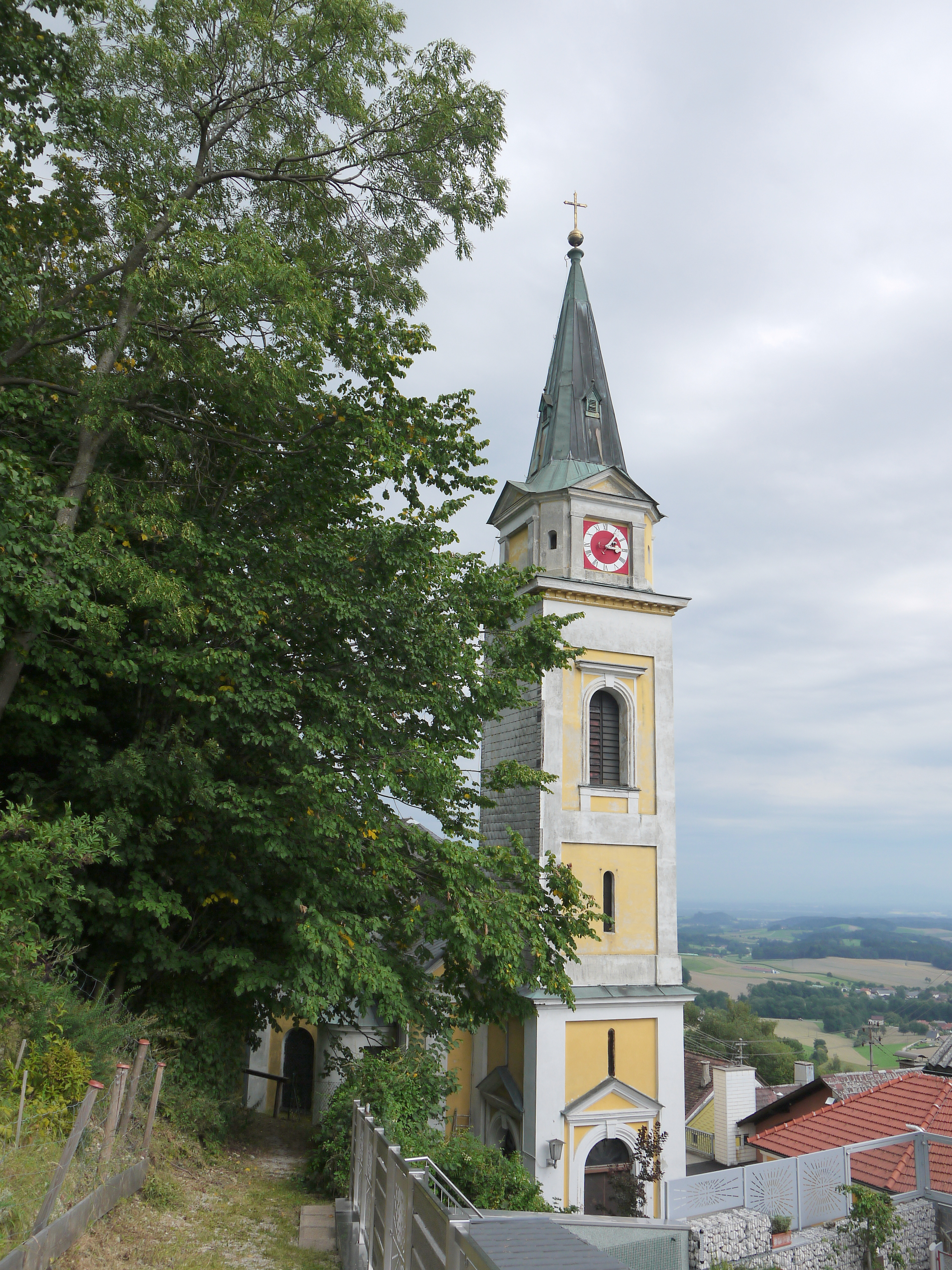
Pfarrkirche Wolfsegg am Hausruck

- Katholische Pfarrkirche Wolfsegg am Hausruck hl. Valentin
- Barbara-Schaustollen: Seit 1757 wird Braunkohle in Wolfsegg/Ampflwang abgebaut. Bis zum Jahr 1967 wurde von der Wolfsegg-Traunthaler Kohlenwerks AG in der Marktgemeinde Wolfsegg am Hausruck Kohle abgebaut. Der letzte Kohlen-Hunt wurde 1995 in Schmitzberg, Gemeinde Ampflwang, gefördert. Die Tradition des Kohlebergbaues wird in der Marktgemeinde Wolfsegg vom Bergknappenverein aufrechterhalten. Der im Jahr 1996 errichtete Barbara-Schaustollen beim Sportplatz soll an diese bedeutende Zeit erinnern.

Regelmäßige Veranstaltungen
- Von 1983 bis 2012 fand das jährliche Sommerballett im August in der Volksschule Wolfsegg statt.[7]
- Seit 2009 findet auf der Schanze jährlich im Juli das Metal, Rock, Hard- und Metalcore Festival Darkness Over Paradise statt.

Naturdenkmäler
Im Naturschutzbuch der oberösterreichischen Landesregierung ist das Naturdenkmal Ottnangien ausgewiesen. Es handelt sich dabei um eine alte Schliergrube an der Schanze (Haarnadelkurve der Straße Wolfsegg–Ottnang), welche das Stratotyp-Profil (Typlokalität) des Ottnangium, einer stratographischen Schicht des Neogen der zentraleuropäischen Paratethys, dem Zeitraum von vor etwa 18,3–17 Millionen Jahren, in die die Bildung des Schlier-Grundgebirgs des Hausruck-und-Kobernaußerwald-Zuges fällt. Die Stufe wurde 1967 von den österreichischen Geologen Adolf Papp und Fred Rögl vorgeschlagen, und nach dem nahen Ottnang benannt.

## Wirtschaft und Infrastruktur

### Verkehr
Landesstraßen führen in die umliegenden Orte und in die benachbarten Bezirke und Regionen. Die nächsten Autobahn-Anschlussstellen befinden sich im Norden bei Meggenhofen (Innkreisautobahn) und im Süden in Regau (Westautobahn).
An der Bahnstrecke Attnang-Puchheim–Ried im Innkreis liegt der Bahnhof Ottnang-Wolfsegg auf Ottnanger Gemeindegebiet. Ein weiterer Bahnhof befand sich im Nachbarort Altenhof am Hausruck an der Bahnstrecke Lambach–Haag am Hausruck, die 2009 eingestellt wurde.
Von verschiedenen Haltestellen im Gemeindegebiet von Wolfsegg aus gibt es Busverbindungen nach Vöcklabruck und Haag am Hausruck sowie in Orte in den Bezirken Vöcklabruck und Grieskirchen.

### Bildung
Wolfsegg verfügt im Pflichtschulbereich über eine Volksschule und eine Neue Mittelschule mit Sportmittelschule. Für die vorschulische Kinderbetreuung gibt es einen Pfarrcaritas-Kindergarten.

### Sport
In Wolfsegg wurden ein Tennisplatz sowie ein Fußballplatz von den jeweiligen Vereinen angelegt.

## Politik
Der Gemeinderat hat 19 Mitglieder.
- Mit den Gemeinderats- und Bürgermeisterwahlen in Oberösterreich 2003 hatte der Gemeinderat folgende Verteilung: 16 SPÖ, 8 ÖVP und 1 FPÖ.
- Mit den Gemeinderats- und Bürgermeisterwahlen in Oberösterreich 2009 hatte der Gemeinderat folgende Verteilung: 12 SPÖ, 10 ÖVP und 3 FPÖ.
- Mit den Gemeinderats- und Bürgermeisterwahlen in Oberösterreich 2015 hatte der Gemeinderat folgende Verteilung: 15 ÖVP, 8 SPÖ und 2 FPÖ. (25 Mandate)
- Mit den Gemeinderats- und Bürgermeisterwahlen in Oberösterreich 2021 hat der Gemeinderat folgende Verteilung: 11 ÖVP, 5 SPÖ und 3 FPÖ. (19 Mandate)

### Bürgermeister
- 1995–2012 Emil Söser (SPÖ)
- seit 2013 Barbara Schwarz (ÖVP)

### Gemeindefinanzen
Im Jahr 2014 hatte die Marktgemeinde Wolfsegg Gesamteinnahmen von 4.635.922,43 Euro und Gesamtausgaben in Höhe von 4.617.729,73 Euro. Die größten Einnahmequellen waren die Grundsteuer (A und B) mit 117.203,75 Euro und die Kommunalsteuer mit 397.012,76 Euro.
Die Gemeindeschulden lagen bei 3.228.161,13 Euro daraus ergibt sich ein pro Kopf Verschuldung von 1.586 Euro; Wolfsegg nahm damit in Oberösterreich Rang 253 von 445 Gemeinden ein.

### Wappen
Offizielle Beschreibung des Gemeindewappens: In Rot ein silberner, rechtshin gewendeter, aufrecht stehender Wolf.
Das Wappen symbolisiert als redendes Wappen den Ortsnamen. Wann das Wappen verliehen wurde, ist nicht bekannt. 1551 wurde von Kaiser Ferdinand I. der Gebrauch des Marktsiegels in Abs. 16 der Marktordnung festgehalten.
Item nachdem gedachter markt zu Wolffßeeg von alter her mit einem inßigl begnadet und verßehen ist, ordnen wür und wollen, daß solches inßigl in gemaines raths behaltnus verwahrt und allwegen an rathstägen, so man desßelben nothdürftig ist, gebraucht werde...
Der erste Nachweis des Marktwappens im SIGIL. D: MARCH: WOLFSECKK ist ein Abdruck auf einem Aktenstück vom 25. März 1677. Die älteste bekannte bildliche Darstellung des Wappens findet sich auf dem Kupferstich „Wolffs Egg“ in der Topographia Provinciarum Austriacarum von Matthäus Merian aus dem Jahr 1649.